# Toshiaki Umetsu
Toshiaki Umetsu –en japonés, 梅津 敏昭, Umetsu Toshiaki– es un deportista japonés que compitió en judo. Ganó dos medallas de bronce en el Campeonato Asiático de Judo, en los años 2005 y 2007.

## Palmarés internacional
| Campeonato Asiático | Campeonato Asiático  | Campeonato Asiático | Campeonato Asiático |
| Año                 | Lugar                | Medalla             | Categoría           |
| ------------------- | -------------------- | ------------------- | ------------------- |
| 2005                | Taskent (Uzbekistán) | Medalla de bronce   | –66 kg              |
| 2007                | Kuwait (Kuwait)      | Medalla de bronce   | –66 kg              |